# Anaglyptus fasciatus
Anaglyptus fasciatus là một loài bọ cánh cứng trong họ Cerambycidae.